# Tadao Hoshino
Tadao Hoshino (jap. 星野忠男, Hoshino Tadao; * um 1940) ist ein japanischer Badmintonspieler.

## Karriere
Tadao Hoshino wurde 1962 erstmals japanischer Meister im Mixed, wobei er mit Tomiko Ariki am Start war. 1963 und 1964 verteidigten beide den Titel. Bei den japanischen Badminton-Erwachsenenmeisterschaften waren sie 1963 und 1964 ebenfalls erfolgreich. 1963 gewann Hoshino dort ebenfalls die Herrendoppelkonkurrenz.

## Sportliche Erfolge
| Saison | Veranstaltung                | Disziplin | Platz | Name                         |
| ------ | ---------------------------- | --------- | ----- | ---------------------------- |
| 1962   | Japan: Einzelmeisterschaften | Mixed     | 1     | Tadao Hoshino / Tomiko Ariki |
| 1963   | Japan: Einzelmeisterschaften | Mixed     | 1     | Tadao Hoshino / Tomiko Ariki |
| 1964   | Japan: Einzelmeisterschaften | Mixed     | 1     | Tadao Hoshino / Tomiko Ariki |